# Nacaduba thespia
Nacaduba thespia är en fjärilsart som beskrevs av Hans Fruhstorfer 1916. Nacaduba thespia ingår i släktet Nacaduba och familjen juvelvingar. Inga underarter finns listade i Catalogue of Life.